# Борковы
Борковы (Барковы) — древний дворянский род.
Род внесён в дворянскую родословную книгу Ярославской и Тверской губерний, разделившись на несколько ветвей.

## История рода
Костромичи Семён и Василий Александровичи записаны в Дворовой тетради (1537). Иван Григорьевич, Семён и Василий Александровичи погибли при защите Великих Лук (1581). Фёдор Сонин Борков владел поместьем в Орловском уезде (1594).
В начале XVII века Борковы владели поместьями в Новгородской области. Афанасий и Алексей Фёдоровичи владели поместьем в Переславль-Залесском уезде (1604). Девять представителей рода упоминаются в осадном списке (1618). В 1620-х годах семь представителей рода владели поместьями в Белёвском уезде. Матвей Борков владел поместьем в Чухломском уезде (1628-1635). Стряпчий Карп Васильевич владел поместьем в Белозёрском уезде (1688).
В родословную книгу Тверской губернии внесено потомство степенного ключника Фёдора Петровича, владевшего поместьем в Ряжском уезде (1676). Его сын Константин был стряпчим кормового дворца, а затем московским дворянином, за участие в войнах с Турцией, Крымской, Польской и за Чигиринскую службу ему пожалованы вотчины в Костромском и Ряжском уездах (1703).
Четырнадцать представителей рода владели населёнными имениями (1699).

## Известные представители
- Борков Богдан Семёнович — мещовский городовой дворянин (1627—1629).
- Борков Афанасий Семёнович — жилец (1623), письменный голова в Томске (1635—1639), московский дворянин (1636—1640).
- Борков Иван Фёдорович — московский дворянин (1636—1677).
- Борков Иван Фёдорович — московский дворянин (1636—1692), воевода в Суздале (1650—1651), Ярославле (1685), путный ключник (1675), Звенигородский и Ярославский помещик.
- Борков Александр — истопник (1647).
- Борков Ермолай Васильевич — воевода в Ростове (1665).
- Борков Иван Иванович — воевода в Шуе (1667—1668 и 1688), его род записан в синодик Спасского Ярославского монастыря.
- Борков Иван Васильевич — путный ключник (1670), помещик Белёвского уезда.
- Борков Никифор Фёдорович — степенный ключник, чарошник (1674).
- Борков Фёдор Петрович — степенный ключник (1676), вместе с сыном Константином имел поместье.
- Борков Никифор Константинович — стольник царицы Прасковьи Фёдоровны (1676—1686), стольник (1687—1692), воевода в Юрьеве Польском (1689).
- Борков Василий Сергеевич — полковник московских стрельцов (1689).
- Борков Андрей Михайлович — стольник (1676—1692), воевода в Рязани (1699).
- Борковы: Семён Андреевич, Максим Дементьевич, Никифор и Константин Фёдоровичи, Иван, Дмитрий и Даниил Ивановичи — московские дворяне (1678—1695).
- Борков Илья Григорьевич — стряпчий (1692).
- Борковы: Никифор Константинович, Василий Сергеевич, Андрей Фёдорович — стольники (1676—1692).
- Борков Никита Фёдорович — степенный ключник (1703)[2][3][4][5].